# Victoria River (Joseph Bonaparte Gulf)
Der Victoria River ist ein Fluss im Nordwesten des australischen Northern Territory.
Mit einem Lauf von 780 Kilometern ist der auch als The Vic bekannte Fluss der längste dort. Die Quelle des Victoria River liegt am Rande der Tanamiwüste südöstlich der Kimberley-Region. Er mündet ungefähr 250 Kilometer südwestlich der Stadt Darwin in den Joseph Bonaparte Gulf und damit in die Timorsee.

## Geografie

### Flusslauf
Der Fluss entspringt in niedrigen Sandhügeln in einer Höhe von 364 m, rund 70 Kilometer südwestlich von Kalkarindji. Er fließt zunächst durch eine Übergangszone von aridem zum tropischen Klima, umgeben von hügeligem Buschland, nach Norden. In der Trockenzeit führt der Oberlauf überhaupt kein oder nur stellenweise Wasser. Er kreuzt den Buntine Highway sowie an der Rinderfarm Victoria Downs den Buchanan Highway (zur Regenzeit können diese Kreuzungen unpassierbar sein).
Am Victoria River Roadhouse im östlichen Teil des Gregory National Park kreuzt er den Victoria Highway auf einer niedrigen Brücke (Victoria River Crossing), die zur Regenzeit ebenfalls unter Wasser stehen kann. Dort knickt der Fluss scharf nach Westen ab. Bei Timber Creek berührt er erneut den Victoria Highway. Zwischen den Sandstein-Gebirgszügen der Pinkerton Range und der Yambarran Range hindurchfließend, erreicht er den Queens Channel, ein 25 Kilometer langes Ästuar vor dem Joseph Bonaparte Gulf in der Timorsee.

### Nebenflüsse mit Mündungshöhen
Nebenflüsse des Victoria River sind:
- Revolver Creek – 326 m
- Camel Creek – 315 m
- Gum Creek – 300 m
- Hut Creek – 288 m
- Horse Creek – 283 m
- Stony Creek – 267 m
- Spring Creek – 240 m
- Sambo Creek – 228 m
- McDonald Creek – 207 m
- Neave Creek – 200 m
- Webb Creek – 189 m
- Edgar Creek – 182 m
- Hughie Creek – 176 m
- Gordy Creek – 163 m
- Giles Creek (Wattie Creek) – 157 m
- Five Mile Creek – 154 m
- Gidyea Creek – 154 m
- Croker Creek – 146 m
- Billy Creek – 142 m
- Kelly Creek – 136 m
- Rennie Creek – 131 m
- Mud Springs Creek – 123 m
- Pannikin Creek – 118 m
- Ram Creek – 117 m
- Camfield River – 110 m
- Spring Creek – 106 m
- Armstrong River – 104 m
- Stockyard Creek – 95 m
- Gordon Creek – 89 m
- Wickham River – 78 m
- Fisher Creek – 77 m
- Crawford Creek – 76 m
- Lesson Creek – 73 m
- Middle Creek – 71 m
- Jasper Creek – 57 m
- Battle Creek – 57 m
- George Creek – 57 m
- Cow Creek – 50 m
- Gregory Creek – 46 m
- Sullivan Creek – 39 m
- Matt Wilson Creek – 36 m
- Ryan Creek – 35 m
- Sandy Creek – 25 m
- Skull Creek – 16 m
- Timber Creek – 7 m
- Little Horse Creek – 6 m
- Big Horse Creek – 6 m
- Angalarri River – 5 m
- Baines River – 3 m
- Lobby Creek – 2 m
- Fancy Creek – 2 m
- Stony Creek – 2 m
- Peter Creek – 1 m
- Packsaddle Creek – 1 m
- Boundary Creek – 1 m
- Bull Creek – 1 m
- Bullo River – 0 m
- Paperback Creek – 0 m

### Durchflossene Seen
Der Victoria River durchfließt einige Wasserlöcher, die meist auch dann mit Wasser gefüllt sind, wenn der Fluss selbst trocken liegt:
- Catfish Waterhole – 252 m
- Four Mile Waterhole – 152 m
- Ten Mile Waterhole – 149 m
- Rifle Waterhole – 145 m
- Longreach Waterhole – 119 m

## Geschichte

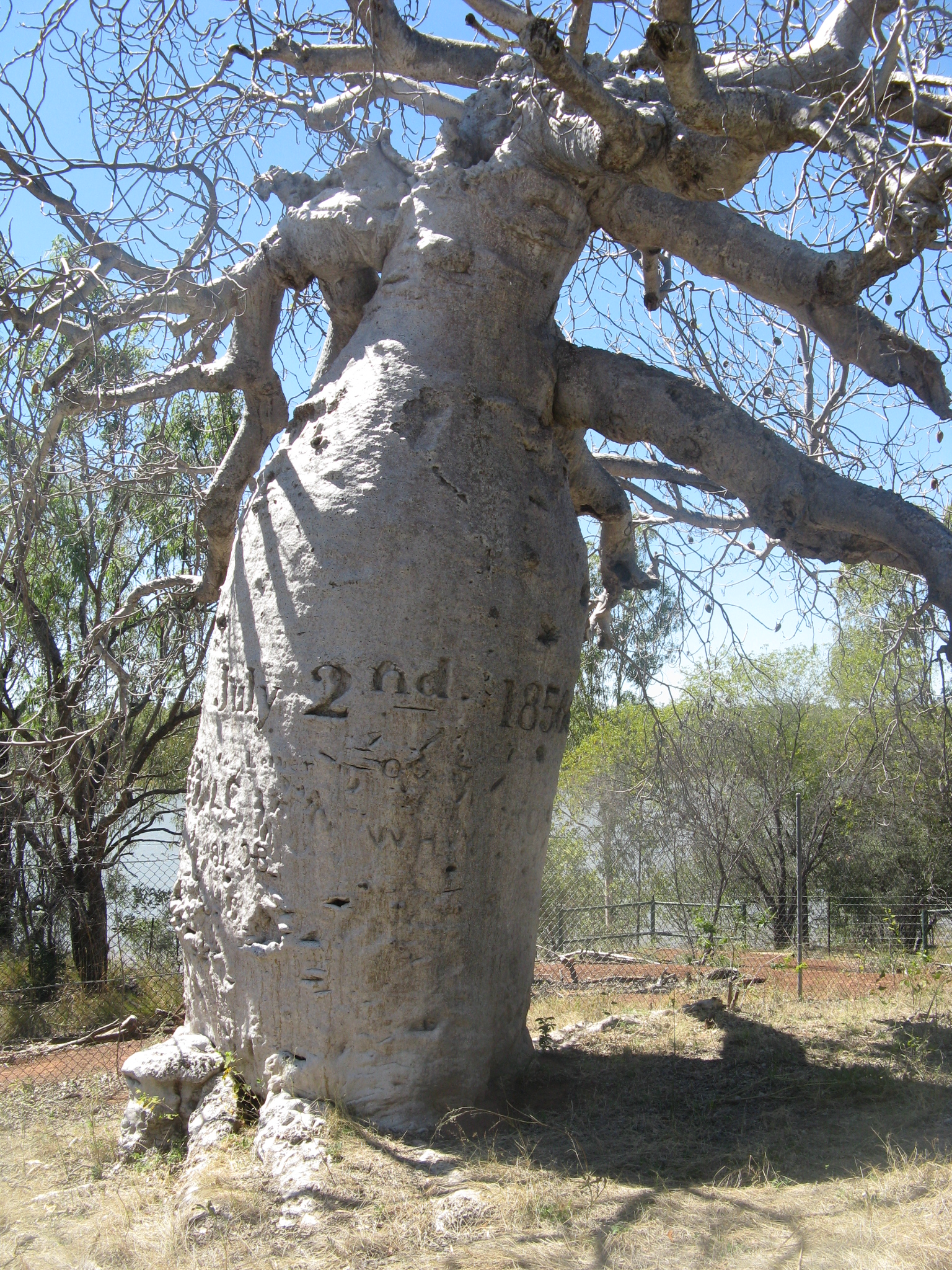
Gregory’s Tree: Nördlich des Victoria Highways, rund 20 Kilometer westlich von Timber Creek

Vor Augustus Charles Gregory ist kein Europäer am Victoria River dokumentiert. Dem Aboriginal-Stamm der Ngaringman war die Gegend indes schon lange bekannt.
1854 war Gregory von der britischen Regierung mit der Erforschung des nordaustralischen Binnenlandes beauftragt worden. Unter seiner Leitung war das Expeditionsschiff am 12. August 1855 mit seinem Bruder Henry Churcham, dem deutschen Botaniker Baron Ferdinand von Mueller, 18 Mann, 50 Pferden und 200 Schafen von der Moreton Bay bei Brisbane in nördliche Gewässer aufgebrochen und hatte Ende September im Joseph Bonaparte Gulf das Ästuar des von ihm Victoria River benannten Flusses erreicht. Hier teilte sich die Gruppe auf: Während Gregory den einen Teil über die Weideländer führte, fuhren die anderen mit einem Schoner den Fluss hinauf. Erst am 20. Oktober vereinte sich die Gruppe wieder und errichtete am Fluss ein Camp rund 20 Kilometer westlich des heutigen Timber Creek. Während die Mannschaft bis Juli 1956 im Basis-Camp verblieb, unternahm Gregory mit wenigen Begleitern acht Monate lang Expeditionen ins Landesinnere. Sie fuhren in der Regenzeit den Victoria River aufwärts, erreichten den ‚’Sturt Creek’’, der nur im Sommer Wasser führt, und folgten diesem bis an den Rand der Tanamiwüste.
An einem Boab hat Gregory am 2. Juli 1856 durch eine eingeritzte Inschrift einen Hinweis auf den Standort des Basis-Camps gegeben. Dieser Baum wird Gregory’s Tree genannt und ist heute eine touristisch aufbereitete Dokumentationsstelle, an der Ausrüstung und Alltagsleben in Gregorys Camp sowie die einzelnen Expeditionen anschaulich erklärt sind. Gregory hatte die Inschrift sowie einen Hinweis auf einen hinterlegten Brief als Hilfe für mutmaßliche Suchtrupps intendiert, falls das Expeditionsteam verloren gehen sollte. Am Ende war derartige Hilfe nicht nötig, denn die Gruppe erreichte, nachdem sie Anfang Juli vom Basislager in östliche Richtung aufgebrochen und parallel zur Küste über verschiedene Flüsse vorangekommen war, am 16. Dezember 1856 unversehrt ihren Ausgangsort Brisbane.

## Infrastruktur und Tourismus
Es führen keine Straßen und Wege entlang des Victoria River. Abgesehen von den genannten Highway-Kreuzungen sind seine Ufer nicht zugänglich.
Touristisch erschlossen sind – außer der Dokumentation am Gregory’s Tree – nur kleine Gebiete um Timber Creek sowie im Osten des Gregory-Nationalparks um Victoria River Crossing. Von Timber Creek aus werden Bootsfahrten zur Beobachtung von Leistenkrokodilen organisiert, die sich, obwohl eher im Salzwasser am Unterlauf des Flusses zu Hause, gelegentlich auch im Landesinneren zeigen. Gegen Ende der Regenzeit (März bis Mai) ist Hochsaison für Barramundi-Angeltouren.
Bei dem Roadhouse von Victoria River Crossing (Versorgungsstation und Campingplatz) gibt es Wanderwege mit Aussichten auf den Fluss von den zerklüfteten roten Sandsteinformationen (escarpments), durch die sich der Fluss in dieser Gegend seinen Weg gebahnt hat. Die Red Valley Gorge ist ein beliebter Picknickplatz.
Ein Zugang auf asphaltierter Straße (Victoria River Access; Abzweig zum Victoria Highway) führt zu weiteren Angel- und Picknickplätzen am Flussufer.